# Mateusz Żukowski
Mateusz Żukowski (Lębork, 23 novembre 2001) è un calciatore polacco, attaccante dello Śląsk Breslavia.

## Caratteristiche tecniche
È un centrocampista offensivo.

## Carriera
Cresciuto nel settore giovanile del Lechia Danzica, debutta in prima squadra il 16 dicembre 2017 in occasione dell'incontro di Ekstraklasa pareggiato 2-2 contro il Sandecja Nowy Sącz.
Il 31 gennaio 2022 viene acquistato dai Rangers.

## Statistiche
Statistiche aggiornate al 24 maggio 2025.

### Presenze e reti nei club
| Stagione               | Squadra                | Campionato             | Campionato | Campionato | Coppe nazionali | Coppe nazionali | Coppe nazionali | Coppe continentali | Coppe continentali | Coppe continentali | Altre coppe | Altre coppe | Altre coppe | Totale | Totale | Totale |
| Stagione               | Squadra                | Comp                   | Pres       | Reti       | Comp            | Pres            | Reti            | Comp               | Pres               | Reti               | Comp        | Pres        | Reti        | Pres   | Reti   |        |
| ---------------------- | ---------------------- | ---------------------- | ---------- | ---------- | --------------- | --------------- | --------------- | ------------------ | ------------------ | ------------------ | ----------- | ----------- | ----------- | ------ | ------ | ------ |
| 2017-2018              | Lechia Danzica         | EK                     | 2          | 0          | CP              | 0               | 0               |                    | -                  | -                  |             | -           | -           | 2      | 0      |        |
| 2018-2019              | Lechia Danzica         | EK                     | 8          | 0          | CP              | 1               | 0               |                    | -                  | -                  |             | -           | -           | 9      | 0      |        |
| 2019-2020              | Chojniczanka Chojnice  | 1L                     | 11         | 0          | CP              | 1               | 0               |                    | -                  | -                  |             | -           | -           | 12     | 0      |        |
| 2020-2021              | Lechia Danzica         | EK                     | 16         | 0          | CP              | 3               | 0               |                    | -                  | -                  |             | -           | -           | 19     | 0      |        |
| 2021- gen. 2022        | Lechia Danzica         | EK                     | 18         | 2          | CP              | 2               | 0               |                    | -                  | -                  |             | -           | -           | 20     | 2      |        |
| Totale Lechia Danzica  | Totale Lechia Danzica  | Totale Lechia Danzica  | 44         | 2          |                 | 6               | 0               |                    | -                  | -                  |             | -           | -           | 50     | 2      |        |
| gen.-giu. 2022         | Rangers                | SP                     | 0          | 0          | CS              | 1               | 0               | UEL                | 0                  | 0                  |             | -           | -           | 1      | 0      |        |
| 2022-2023              | Lech Poznań            | EK                     | 3          | 0          | CP              | 0               | 0               | UECL               | 0                  | 0                  |             | -           | -           | 3      | 0      |        |
| 2023-2024              | Śląsk Breslavia        | EK                     | 27         | 1          | CP              | 1               | 0               |                    | -                  | -                  |             | -           | -           | 28     | 1      |        |
| 2024-2025              | Śląsk Breslavia        | EK                     | 31         | 2          | CP              | 2               | 0               | UECL               | 4                  | 0                  |             | -           | -           | 37     | 2      |        |
| Totale Śląsk Breslavia | Totale Śląsk Breslavia | Totale Śląsk Breslavia | 58         | 3          |                 | 3               | 0               |                    | 4                  | 0                  |             | -           | -           | 65     | 3      |        |
| Totale carriera        | Totale carriera        | Totale carriera        | 116        | 5          |                 | 11              | 0               |                    | 4                  | 0                  |             | -           | -           | 131    | 5      |        |

## Palmarès

### Club

#### Competizioni nazionali
- Coppa di Scozia: 1

Rangers: 2021-2022